# Мадейра-Гуапоре (мезорегион)
Мадейра-Гуапоре е един от двата мезорегиона на бразилския щат Рондония. Първите жители на щата пристигат в региона във връзка със строителството на крепостта Принсипи да Бейра през 1776 в долината на река Гуапоре. По-късно тук е построена и жп линията Мадейра-Маморе, покрай която биват основани градовете Гуажара-Мирин и Порто Вельо.
Мезорегионът е поделен на два микрорегиона.

## Микрорегиони
- Порто Вельо
- Гуажара-Мирин